# Bathyphantes brevipes
Bathyphantes brevipes är en spindelart som först beskrevs av James Henry Emerton 1917.  Bathyphantes brevipes ingår i släktet Bathyphantes och familjen täckvävarspindlar. Inga underarter finns listade.